# Кырмыж
 Кырмыж  — село в Кумёнском районе Кировской области в составе Вичевского сельского поселения.

## География
Расположено на расстоянии примерно 15 км по прямой на север-северо-восток от районного центра поселка Кумёны.

## История
Известно с XVI века, изначально называлось Кырмыжский погост, в 1678 году 30 дворов, в 1764 (село Кырмыжское) 129 жителей. В 1873 году здесь (Кырмыжское или Кырмыж) учтено дворов 22 и жителей 166, в 1905 39 и 226 ( с учетом дворов спичечной фабрики), в 1926 (село Кырмыж или Никольское) 50 и 202, в 1950 147 и 242, в 1989 67 жителей. Настоящее название утвердилось с 1939 года. Первая деревянная церковь Николая Чудотворца была срублена в 1621 году. Новая каменная теплая церковь была освящена в 1742 году. В 1750-1758 гг. был построен еще один, холодный, храм. В 1775-1778 годах вместо старой деревянной колокольни была возведена камена с высотой 80 метров. В 1846 г. теплый храм был перестроен и в 1847 г. получил название Воскресенский.  В 1880-х годах была разобрана холодная церковь, и на ее месте возведена новая. В 1930-е годы церковь была закрыта, колокольню разрушили, а церковное здание использовалось для различных хозяйственных целей.

## Население
Постоянное население составляло 94 человека (русские 96%) в 2002 году, 82 в 2010.